# Walerian Otwinowski
Walerian Otwinowski herbu Gryf (ur. koniec XVI w., zm. przed 6 października 1642) – podkomorzy sandomierski w latach 1635-1642, poeta polski, tłumacz, dyplomata, żołnierz i członek wspólnoty braci polskich.

## Życiorys
Syn komornika bieckiego Jana. Pochodził z drobnej szlachty podgórskiej z rodziny o tradycjach literackich. Spowinowacony z Morsztynami; jego braćmi byli: Samuel, Hieronim-Jarosz oraz Aleksander i Piotr, znawcy języków wschodnich. Sekretarz królewski od 1614. Posłował do Turcji w 1619. Wrogo przyjęty przez Turków, opuścił Konstantynopol. Już w roku 1629 występował w źródłach jako zasłużony żołnierz. W czasie bezkrólewia roku 1632 pełnił urząd sędziego kapturowego, a od roku 1635 podczaszego sandomierskiego. Wówczas to pozostawał pod opieką Rafała Leszczyńskiego (zm. 1636). 
Poseł na sejm zwyczajny 1635 roku, sejm nadzwyczajny 1635 roku, sejm zwyczajny 1637 roku. Zmarł prawdopodobnie przed 6 października roku 1642 (według innych źródeł, nie później niż w roku 1645).

## Twórczość
Pozostawił po sobie opis wierszem wyprawy do Multanu: „Prowadzenie niebezpiecznego ale szczęśliwego wojska w Multanie. Opisanie prawdziwe” (1601). Przetłumaczył dzieła Wergiliusza „Georgicorum albo Ziemiaństwa...” (1614, II. wyd. 1754) i Owidiusza „Metamorphoseon, to jest Przemian...” (1638).

### Ważniejsze utwory
- Respons (odpowiedź na list wierszowany Jana Andrzeja Morsztyna), ogł. P. Chmielowski J. A. Morsztyn: Poezje, Warszawa 1883, s. 73; przedr. J. Dürr-Durski Arianie polscy w świetle własnej poezji, Warszawa 1948

### Przekłady
- Wergiliusz Georgicorum abo Ziemiaństwa... ksiąg czworo, 1614 (Raków, drukarnia S. Sternacki); wyd. następne w wyd.: P. Wirgiliusza M. Księgi wszystkie, Warszawa 1754
- Owidiusz Księgi metamorphoseon, to jest przemian, Kraków 1638 (według B. Baranowskiego – Kraków 1626), drukarnia A. Piotrkowczyk

### Utwory o autorstwie niepewnym
- Popielec albo Wstępna Środa, ogł. przez J. Dürr-Durskiego jako utwór W. Otwinowskiego lub J. A. Morsztyna w wyborze: Arianie polscy w świetle własnej poezji, Warszawa 1948; rękopisy: Silva rerum z drugiej połowy XVII w. w posiadaniu wydawcy; Biblioteka Wilanowska nr 35
- Gadki z Pisma Świętego rythmem pisane, ogł. przez J. Dürr-Durskiego jako utwór W. Otwinowskiego lub J. A. Morsztyna w wyborze: Arianie polscy w świetle własnej poezji, Warszawa 1948; rękopisy: Silva rerum z drugiej połowy XVII w. w posiadaniu wydawcy; Biblioteka Wilanowska nr 35